# König für eine Nacht
König für eine Nacht ist ein deutscher Spielfilm aus dem Jahre 1950 von Paul May mit Adolf Wohlbrück in der Titelrolle und Willy Fritsch als König Ludwig I. von Bayern.

## Handlung
München im 19. Jahrhundert. Der elegante und attraktive Graf von Lerchenbach, seines Zeichens der Adjutant von Bayerns König Ludwig I., begleitet seine Bekannte Wilma in ein edles Hutgeschäft, wo er die verwitwete Franziska Burger kennen lernt, die stets Schwarz trägt. Als sie seinen ersten verrätselten Flirtversuchen die kalte Schulter zeigt, besucht Lerchenbach die Gutsherrin von Rosenau und stellt sich als Adjutant des Königs vor. Franziska findet den gräflichen Herrn etwas aufdringlich und glaubt, dieser betreibe Amtsanmaßung. Daraufhin weist sie ihm die Tür. Madame Burger erbittet eine Audienz beim König, um diesen auf seinen „falschen“ Adjutanten anzusprechen. Umso erstaunter und peinlich berührt ist Franziska, als plötzlich Graf Lerchenbach die königlichen Räume betritt. Er ist tatsächlich königlicher Adjutant! Das nachfolgende Gespräch zwischen den Dreien nimmt einen amüsanten Verlauf, aus dem Franziska Burger als frisch geadelte Gräfin Rosenau hervorgeht. Als Franziska wieder gegangen ist, schwärmt der König Lerchenbach von Franziska vor und will unbedingt ein Rendezvous mit ihr, das Lerchenbach arrangieren solle. Der aber hat selbst ein Auge auf Franziska geworfen und versucht nun, mit allerlei fadenscheinigen Argumenten, seinem obersten Herrn die Dame wieder auszureden. Da der König auf ein Wiedersehen mit der frisch bestallten Gräfin besteht, lässt er durch Lerchenbach ein anstehendes, bei Bad Tölz stattfindendes Militärmanöver kurzerhand an den Chiemsee verlegen, wo sich ganz in der Nähe das Gut Rosenau befindet.
Als Lerchenbach ein Rendezvous für seinen König arrangieren soll, ist er noch immer unerfreut. Gräfin Rosenau wiederum tut etwas pikiert, da dieses Tête-à-Tête nach Mitternacht stattfinden soll und somit ihren guten Ruf als anständige Dame der Gesellschaft gefährden könnte. Vor Graf Lerchenbach will sie sich jedoch keine Blöße geben und tut so, als würde sie sich über die Verabredung mit Ludwig I. freuen. Am Abend tanzt Franziska sowohl mit dem König als auch mit seinem Adjutanten, der zunehmend eifersüchtig wird. Auf der Feier trinkt der König zu viel Tokajer, sodass er müde wird und Graf Lerchenbach auf die Idee kommt, den König beim Rendezvous mit der Gräfin Rosenau vertreten zu müssen. Dies entspricht jedoch auch ganz seiner Gefühlslage. In der Zwischenzeit macht sich Franziska Mut und überlegt sich, wie sie nachher den König auf Abstand halten soll, falls dieser zudringlich werden sollte. Der aber liegt längst flach, weintrunken vom heftigen Tokajer-Genuss.
Graf Lerchenbach, nunmehr der „König für eine Nacht“, begibt sich zum verabredeten Treffpunkt, einem festlich geschmückten und mit Kerzen illuminierten Pavillon in einem Schlosspark. Maskiert erscheint Graf Lerchenbach und beginnt, die ahnungslose Gräfin, die den König vor sich glaubt, nach allen Regeln der Kunst zu verführen. Als Lerchenbach ins Zimmer des Königs zurückkehrt, ist dieser wütend, dass er offenbar die vergangene Nacht sein Rendezvous verschlafen habe. Bei der Wiederbegegnung mit Franziska gesteht Ludwig ihr, dass er das Rendezvous wegen angeblich dringender Staatsgeschäfte ausfallen lassen musste. Entsetzt muss der König feststellen, dass offensichtlich jemand die Frechheit besessen hatte, ihn bei Gräfin Rosenau zu vertreten. Lerchenbach tut entsetzt, ist aber klammheimlich höchst amüsiert. Die Gräfin Rosenau führt sich düpiert, zumal sie ahnt, dass eigentlich nur Lerchenbach der maskierte Unbekannte gewesen sein kann. Der aber weist diese Verdächtigung mit gespielter Entrüstung von sich. Sicherheitshalber verschafft er sich bei seiner Vertrauten Wilma ein Alibi. Bei einem Gang durch den Park gesteht Franziska Lerchenbach, dass sie den maskierten Fremden lieben würde und sie nicht möchte, dass Lerchenbach dem königlichen Auftrag folgt, und den Unbekannten ausfindig macht, um ihn anschließend schwer zu bestrafen. Der bombardiert sie daraufhin mit Blumenschmuck aller Arten. Als Franziska einen Handschuh bei sich findet, der Lerchenbachs Monogramm trägt, weiß sie endlich Bescheid, wer sie in der fraglichen Nacht beglückt hatte. Sie dreht den Spieß um und lädt Lerchenbach wie auch den König zu einem nächtlichen Rendezvous im Pavillon ein. Dort treffen die beiden Männer aufeinander. Ludwig begreift endlich, was gespielt wird, lächelt seinen Adjutanten spöttisch an und sagt „Du Gauner“. Dann verlässt er die Stätte, sodass sich die beiden Liebenden endlich finden können.

## Produktionsnotizen
König für eine Nacht entstand im Spätsommer/Herbst 1950 in München-Geiselgasteig (Studioaufnahmen) sowie am Chiemsee, im Schloss Nymphenburg und im Bernrieder Waldgebiet. Die Uraufführung erfolgte am 22. Dezember 1950 in Berlin.
Max Hüske übernahm die Produktionsleitung, die Filmbauten schufen Heinrich Beisenherz und Bruno Monden. Walter Tjaden sorgte für den Ton.
Fritsch und Wohlbrück kannten sich bereits aus der Vorkriegszeit; gemeinsam traten beide 1933 in dem großen Publikumserfolg Walzerkrieg vor die Kamera.

## Kritiken
Der Spiegel nannte König für eine Nacht „das trotz Uniformenfülle friedfertig harmlose Biedermeierfilmchen.“
Im Filmdienst heißt es: „Ansehnlich gespieltes, gut durchschnittlich inszeniertes Kostümlustspiel mit den gängigen Scheinkonflikten.“

## Wissenswertes
Für den naturalisierten Briten Wohlbrück war dies seit 14 Jahren wieder der erste Film in deutscher Sprache. Er erhielt 100.000 DM als Gage, eine damals (1950) enorme Summe.
Annelies Reinhold, die als die Gräfin die weibliche Hauptrolle verkörperte, spielte hier ihren letzten Film.